# Olivier Enguerrand
Olivier Enguerrand est un religieux catholique français, puis ministre protestant et écrivain calviniste, né vers la fin du XVIe siècle à Mantes-la-Ville et mort au XVIIe siècle.

## Biographie sommaire
Né au sein d'une famille catholique de Mantes, cet ancien cordelier se convertit en 1601. 
Fut quelque temps précepteur des enfants du seigneur (protestant) de la Millière, puis partit ensuite étudiant en théologie protestante à l'Académie de Montauban et de Puylaurens, afin de devenir pasteur. 
C'est là que, fort de l'appui du pasteur de Mougon, Jean-Baptiste des Touches, dont il épousa la fille, il fut finalement nommé à Chef-Boutonne ; il y fut toutefois placé sous surveillance par l'ensemble de la communauté, qui, doutant de la profondeur de sa conversion, le contraignit à poursuivre ses études théologiques. 
Cette situation de défiance commune et ses propres convictions le poussèrent à abjurer et à quitter son ministère en 1606 : il fit publier l'année suivante à Bordeaux sa déclaration contenant les raisons de sa palinodie, ouvrage qui subit les foudres de la communauté, notamment du bouillant André Rivet, qui répliqua par une Démonstration de Vanité des Causes et Raisons, par lesquelles Olivier Enguerrand, autrefois Cordelier, depuis Ministre en l’Église Réformée de Chef-Boutonne, et maintenant Apostat, prétend colorer sa Perfidie, Saumur, Portau, 1607. 
Il revint toutefois - et définitivement - au calvinisme en 1610. La communauté, pourtant échaudée par la déclaration de 1607, n'hésita pourtant pas à accueillir à nouveau l'ancien apostat.

## Œuvre(s) connue(s)
- Déclaration de Maistre Olivier Enguerrand de Mantes-sur-Seine, contenant l’abiuration de l’hérésie luthérienne et calviniste (Chez Michel Chevalier à Lyon[3], 1607)

## Sources
- Bibliothèque générale des auteurs de France(pages 361-362), Jean Liron, chez Jean-Michel Garnier, Paris, 1718